# Championnats du monde de natation en petit bassin 2000
Navigation
Édition 1999 Édition 2002
Les 5es championnats du monde de natation en petit bassin se sont déroulés à Athènes (Grèce) du 16 au 19 mars 2000.

## Tableau des médailles
| Rang | Pays              | Médaille d'or | Médaille d'argent | Médaille de bronze | Total |
| 1    | États-Unis        | 9             | 8                 | 8                  | 25    |
| 2    | Suède             | 7             | 3                 | 1                  | 11    |
| 3    | Allemagne         | 5             | 6                 | 2                  | 13    |
| 4    | Royaume-Uni       | 4             | 4                 | 5                  | 13    |
| 5    | Afrique du Sud    | 2             | 4                 | 0                  | 6     |
| 6    | Ukraine           | 2             | 2                 | 3                  | 7     |
| 7    | Chine             | 2             | 2                 | 2                  | 6     |
| 8    | Finlande          | 2             | 1                 | 0                  | 3     |
| 9    | Russie            | 2             | 0                 | 5                  | 7     |
| 10   | Slovaquie         | 1             | 2                 | 1                  | 4     |
| 11   | Australie         | 1             | 0                 | 3                  | 4     |
| 12   | Croatie           | 1             | 0                 | 0                  | 1     |
| 12   | Danemark          | 1             | 0                 | 0                  | 1     |
| 12   | Hongrie           | 1             | 0                 | 0                  | 1     |
| 15   | Canada            | 0             | 4                 | 1                  | 5     |
| 16   | Pologne           | 0             | 2                 | 1                  | 3     |
| 17   | Italie            | 0             | 1                 | 2                  | 3     |
| 18   | Cuba              | 0             | 1                 | 1                  | 2     |
| 19   | Biélorussie       | 0             | 0                 | 1                  | 1     |
| 19   | Israël            | 0             | 0                 | 1                  | 1     |
| 19   | Slovénie          | 0             | 0                 | 1                  | 1     |
| 19   | Suisse            | 0             | 0                 | 1                  | 1     |
| 19   | Turquie           | 0             | 0                 | 1                  | 1     |
| #    | 20 pays médaillés | 40            | 40                | 40                 | 120   |

## Podiums

### Hommes
| Épreuves           | Or                                                                 | Or               | Argent                                                                      | Argent         | Bronze                                                                    | Bronze         |
| ------------------ | ------------------------------------------------------------------ | ---------------- | --------------------------------------------------------------------------- | -------------- | ------------------------------------------------------------------------- | -------------- |
| Nage libre         |                                                                    |                  |                                                                             |                |                                                                           |                |
| 50 m               | Mark Foster                                                        | 21 s 58          | Brendon Dedekind                                                            | 21 s 62        | Stefan Nystrand                                                           | 21 s 80        |
| 100 m              | Lars Frölander                                                     | 46 s 80          | Stefan Nystrand                                                             | 47 s 73        | Scott Tucker                                                              | 47 s 82        |
| 200 m              | Béla Szabados                                                      | 1 min 45 s 27    | Massimiliano Rosolino                                                       | 1 min 45 s 63  | Chad Carvin                                                               | 1 min 45 s 79  |
| 400 m              | Chad Carvin                                                        | 3 min 41 s 13    | Paul Palmer                                                                 | 3 min 42 s 70  | Massimiliano Rosolino                                                     | 3 min 43 s 68  |
| 1500 m             | Jörg Hoffmann                                                      | 14 min 47 s 57   | Igor Chervynskyi                                                            | 14 min 48 s 20 | Chad Carvin                                                               | 14 min 51 s 23 |
| Papillon           |                                                                    |                  |                                                                             |                |                                                                           |                |
| 50 m               | Mark Foster                                                        | 23 s 30          | Neil Walker                                                                 | 23 s 46        | Muhammad Sabir                                                            | 23 s 56        |
| 100 m              | Lars Frölander                                                     | 50 s 44 RM       | James Hickman                                                               | 51 s 53        | Denys Sylantyev                                                           | 51 s 84        |
| 200 m              | James Hickman                                                      | 1 min 53 s 57    | Shamek Pietucha                                                             | 1 min 54 s 27  | Anatoly Polyakov                                                          | 1 min 54 s 47  |
| Dos                |                                                                    |                  |                                                                             |                |                                                                           |                |
| 50 m               | Neil Walker                                                        | 23 s 99          | Lenny Krayzelburg                                                           | 24 s 24        | Rodolfo Falcon                                                            | 24 s 32        |
| 100 m              | Neil Walker                                                        | 50 s 75 RM       | Rodolfo Falcon                                                              | 52 s 87        | Derya Büyükunçu                                                           | 52 s 88        |
| 200 m              | Gordan Kožulj                                                      | 1 min 53 s 31    | Brad Bridgewater                                                            | 1 min 53 s 87  | Volodymyr Nikolaychuk                                                     | 1 min 55 s 33  |
| Brasse             |                                                                    |                  |                                                                             |                |                                                                           |                |
| 50 m               | Mark Warnecke                                                      | 27 s 22          | Brendon Dedekind                                                            | 27 s 27        | Oleg Lisogor                                                              | 27 s 30        |
| 100 m              | Roman Sludnov                                                      | 58 s 57          | Zhu Yi                                                                      | 59 s 99        | Roman Ivanovskiy                                                          | 1 min 00 s 05  |
| 200 m              | Roman Sludnov                                                      | 2 min 07 s 59 RM | Terence Parkin                                                              | 2 min 07 s 91  | Andrey Ivanov                                                             | 2 min 09 s 90  |
| 4 nages            |                                                                    |                  |                                                                             |                |                                                                           |                |
| 100 m              | Neil Walker                                                        | 52 s 79 RM       | Jani Sievinen                                                               | 54 s 08        | James Hickman                                                             | 54 s 38        |
| 200 m              | Jani Sievinen                                                      | 1 min 56 s 27    | James Hickman                                                               | 1 min 56 s 86  | Massimiliano Rosolino                                                     | 1 min 58 s 05  |
| 400 m              | Jani Sievinen                                                      | 4 min 09 s 54    | Terence Parkin                                                              | 4 min 10 s 56  | Michael Halika                                                            | 4 min 10 s 90  |
| Relais             |                                                                    |                  |                                                                             |                |                                                                           |                |
| 4x100 m nage libre | Suède Johan Nyström Lars Frölander Matthias Ohlin Stefan Nystrand  | 3 min 09 s 57 RM | États-Unis Scott Tucker Josh Davis Muhammad Sabir Neil Walker               | 3 min 10 s 98  | Allemagne Mitja Zastrow Stefan Herbst Christian Tröger Stephan Kunzelmann | 3 min 13 s 69  |
| 4x200 m nage libre | États-Unis Josh Davis Neil Walker Scott Tucker Chad Carvin         | 7 min 01 s 33 RM | Royaume-Uni Edward Sinclair Marc Spackman Paul Palmer James Salter          | 7 min 03 s 06  | Russie Denis Pimankov Anatoli Polyakov Dmitri Chernychev Andrey Kapralov  | 7 min 05 s 24  |
| 4x100 m 4 nages    | États-Unis Lenny Krayzelburg Jarrod Marrs Neil Walker Scott Tucker | 3 min 30 s 03    | Allemagne Sebastian Halgasch Björn Nowakowski Thomas Rupprath Stefan Herbst | 3 min 31 s 77  | Royaume-Uni Neil Willey Darren Mew James Hickman Paul Belk                | 3 min 32 s 08  |

### Femmes
| Épreuves           | Or                                                                           | Or               | Argent                                                                    | Argent        | Bronze                                                                | Bronze        |
| ------------------ | ---------------------------------------------------------------------------- | ---------------- | ------------------------------------------------------------------------- | ------------- | --------------------------------------------------------------------- | ------------- |
| Nage libre         |                                                                              |                  |                                                                           |               |                                                                       |               |
| 50 m               | Therese Alshammar                                                            | 23 s 59 RM       | Sandra Völker                                                             | 24 s 77       | Alison Sheppard                                                       | 24 s 80       |
| 100 m              | Therese Alshammar                                                            | 52 s 67 RM       | Jenny Thompson                                                            | 53 s 14       | Martina Moravcová                                                     | 53 s 88       |
| 200 m              | Yang Yu                                                                      | 1 min 56 s 06    | Martina Moravcová                                                         | 1 min 56 s 46 | Natalya Baranovskaya                                                  | 1 min 57 s 54 |
| 400 m              | Lindsay Benko                                                                | 4 min 02 s 44    | Yana Klochkova                                                            | 4 min 04 s 39 | Chen Hua                                                              | 4 min 06 s 63 |
| 800 m              | Chen Hua                                                                     | 8 min 17 s 03    | Brooke Bennett                                                            | 8 min 19 s 66 | Flavia Rigamonti                                                      | 8 min 21 s 57 |
| Papillon           |                                                                              |                  |                                                                           |               |                                                                       |               |
| 50 m               | Jenny Thompson                                                               | 26 s 13          | Anna-Karin Kammerling                                                     | 26 s 16       | Nicola Jackson                                                        | 26 s 85       |
| 100 m              | Jenny Thompson                                                               | 57 s 67          | Johanna Sjöberg                                                           | 57 s 96       | Karen Campbell                                                        | 58 s 86       |
| 200 m              | Mette Jacobsen                                                               | 2 min 08 s 10    | Katrin Jaeke                                                              | 2 min 09 s 42 | Otylia Jędrzejczak                                                    | 2 min 09 s 61 |
| Dos                |                                                                              |                  |                                                                           |               |                                                                       |               |
| 50 m               | Antje Buschschulte                                                           | 27 s 90          | Marylyn Chiang                                                            | 28 s 03       | Kellie McMillan                                                       | 28 s 06       |
| 100 m              | Sandra Völker                                                                | 58 s 66          | Marylyn Chiang                                                            | 59 s 33       | Antje Buschschulte                                                    | 59 s 37       |
| 200 m              | Antje Buschschulte                                                           | 2 min 07 s 29    | Clementine Stoney                                                         | 2 min 08 s 64 | Lindsay Benko                                                         | 2 min 08 s 85 |
| Brasse             |                                                                              |                  |                                                                           |               |                                                                       |               |
| 50 m               | Sarah Poewe                                                                  | 30 s 66          | Hao Ping                                                                  | 31 s 22       | Tara Kirk                                                             | 31 s 47       |
| 100 m              | Sarah Poewe                                                                  | 1 min 06 s 61    | Alicja Pęczak                                                             | 1 min 07 s 69 | Yelena Bogomazova                                                     | 1 min 08 s 27 |
| 200 m              | Rebecca Brown                                                                | 2 min 23 s 41    | Alicja Pęczak                                                             | 2 min 24 s 24 | Brooke Hanson                                                         | 2 min 25 s 30 |
| 4 nages            |                                                                              |                  |                                                                           |               |                                                                       |               |
| 100 m              | Martina Moravcová                                                            | 59 s 71          | Marianne Limpert                                                          | 1 min 02 s 00 | Alenka Kejžar                                                         | 1 min 02 s 24 |
| 200 m              | Yana Klochkova                                                               | 2 min 08 s 97    | Martina Moravcová                                                         | 2 min 08 s 98 | Marianne Limpert                                                      | 2 min 12 s 68 |
| 400 m              | Yana Klochkova                                                               | 4 min 32 s 45    | Nicole Hetzer                                                             | 4 min 37 s 92 | Katie Jo Yevak                                                        | 4 min 38 s 80 |
| Relais             |                                                                              |                  |                                                                           |               |                                                                       |               |
| 4x100 m nage libre | Suède Louise Jöhncke Therese Alshammar Anna-Karin Kammerling Johanna Sjöberg | 3 min 35 s 54    | Allemagne Katrin Meissner Antje Buschschulte Britta Steffen Sandra Völker | 3 min 37 s 31 | Royaume-Uni Alison Sheppard Claire Huddart Karen Legg Karen Pickering | 3 min 37 s 93 |
| 4x200 m nage libre | Royaume-Uni Claire Huddart Nicola Jackson Karen Legg Karen Pickering         | 7 min 49 s 11 RM | États-Unis Lindsay Benko Brooke Bennett Tammie Stone Jenny Thompson       | 7 min 50 s 59 | Chine Sun Dan Yang Lina Li Jin Yang Yu                                | 7 min 52 s 70 |
| 4x100 m 4 nages    | Suède Therese Alshammar Emma Igelström Johanna Sjöberg Anna-Karin Kammerling | 3 min 59 s 53    | Allemagne Sandra Völker Janne Schäfer Katrin Jaeke Katrin Meissner        | 4 min 01 s 47 | États-Unis Jamie Reid Anita Nall Jenny Thompson Tammie Stone          | 4 min 02 s 51 |

## Légende
- RM : record du monde